# Stadio di la Charrière
Lo stadio di La Charrière (in francese stade de La Charrière) di La Chaux-de-Fonds è un impianto sportivo polivalente sito nell'omonima città del Canton Neuchâtel.
È usato prevalentemente per le partite di calcio ed ospita le gare interne del F.C. La Chaux-de-Fonds.
Lo stadio ha 2 500 posti a sedere coperti e 10 200 posti in piedi.
L'impianto ospita anche un secondo campo di dimensioni 105 x 90 con pista di atletica leggera che fu inaugurato nel 1946 ed è attualmente omologato per le partite di 2. Lega.